# حاجي أباد (فريمان)
حاجي أباد (بالفارسية: حاجی‌آباد) هي قرية تقع في قسم سنغ بست الريفي في إيران. يقدر عدد سكانها بـ 107 نسمة .